# Lista över offentlig konst i Sollefteå kommun
Lista över offentlig konst i Sollefteå kommun är en ofullständig förteckning över permanent utomhusplacerad offentlig konst i Sollefteå kommun.
| Titel                                                              | Konstnär(er)                      | Årtal                     | Beskrivning                                                     | Typ - material                                            | Stadsdel/ort | Plats Koordinater                                                                                             | Bild                              |
| ------------------------------------------------------------------ | --------------------------------- | ------------------------- | --------------------------------------------------------------- | --------------------------------------------------------- | ------------ | --- | --------------------------------- |
| Näckrospelare                                                      | Shoresh Amin                      | 1995                      |                                                                 | Skulptur - Älvdalskvartsit                                |              | Parkeringen vid Textilarkivet Västernorrland, Nipanområdet koordinater saknas                                 |                                   |
| Norrlandträngarna 1898-1994                                        | Okänd                             | 1993                      |                                                                 | Minnessten - sten                                         |              | Nipanområdet, f.d.T3, bakom Kanslihuset (byggnad nr 1), "tunet" koordinater saknas                            |                                   |
| Oscar (II) 19 11/7 02                                              | Okänd                             | 1902                      |                                                                 | Minnessten - sten                                         |              | Nipanområdet, f.d.T3, bakom Kanslihuset (byggnad nr 1), "tunet" koordinater saknas                            |                                   |
| Carl Gustaf (XVI) 19 9/9 76                                        | Okänd                             | 1976                      |                                                                 | Minnessten - sten                                         |              | Nipanområdet, f.d.T3, bakom Kanslihuset (byggnad nr 1), "tunet" koordinater saknas                            |                                   |
| Gustaf (V) 1934                                                    | Okänd                             | 1934                      |                                                                 | Minnessten - sten                                         |              | Nipanområdet, f.d.T3, bakom Kanslihuset (byggnad nr 1), "tunet" koordinater saknas                            |                                   |
| Petter Sjödin                                                      | Fredrik Frisendahl Holger Persson | 1961                      |                                                                 | Porträttbyst - brons                                      |              | Pettersborg, ny placering inte fastställd koordinater saknas                                                  |                                   |
| Ångermanälven                                                      | Holger Persson                    | 1901-1961                 |                                                                 | Portalrelief - västkustgranit                             |              | SCA-kontoret, nedfarten till Risön, tidigare kontor till Ångermanälvens Flottningsförening koordinater saknas |                                   |
| Turbinskovel                                                       | Verkstadsföretaget Nohab          | 1948-1966                 |                                                                 | Skovelblad - rostfritt stål                               |              | Risön, gästhamnen koordinater saknas                                                                          |                                   |
| Timmerflottare                                                     | Fredrik Frisendahl                | 1940                      | Monument över Timmerflottningen i Ångermanälven                 | Skulptur - brons                                          | Sollefteå    | Ångermanälven, mellan Sollefteå kraftverk och Sollefteåbron 63.17033, 17.27015                                | Fler bilder                       |
| Laxpatan                                                           | Maj-Siri Österling                | 2009                      |                                                                 | Installation av stockar - gran och furu målad med plextol |              | Vid Sollefteå kraftverk, mitt emot Strömsborg. koordinater saknas                                             |                                   |
| Fågel Fenix                                                        | Bo Stavbom                        | 1991                      |                                                                 | Skulptur - lackerat järn                                  |              | Sollefteå Brandstation koordinater saknas                                                                     |                                   |
| Frö 1                                                              | Eva-Leena Skarin                  | 1999                      |                                                                 | Skulptur - lågbränt stengods                              |              | Sollefteå sjukhus koordinater saknas                                                                          |                                   |
| Fiskstimmet                                                        | Margot Öjemark                    | 1999-2000                 |                                                                 | Skulptur - järn                                           |              | Sollefteå sjukhus koordinater saknas                                                                          |                                   |
| Liten dansös                                                       | Torsten Fridh                     | 1960                      |                                                                 | Skulptur - brons                                          |              | Sollefteå sjukhus koordinater saknas                                                                          |                                   |
| Fyra djur                                                          | Gudrun Pierre                     | 1996                      |                                                                 | Skulptur - brons                                          |              | Sollefteå Resecentrum koordinater saknas                                                                      |                                   |
| Svart på vitt                                                      | Arne Olsson                       | 1960-tal                  |                                                                 | Väggmontage - järn                                        |              | Järnvägsgatan, muren vid Sollefteå Resecentrum koordinater saknas                                             |                                   |
| Möte med Sverige                                                   | Salah Hammad                      | 1995                      |                                                                 | Skulptur - Älvdalskvartsit                                |              | Torgparken, mot Torggatan 63.16808, 17.26637                                                                  |                                   |
| Etrea                                                              | Maria Vedin Laaksonen             | 1991-1992                 |                                                                 | Skulptur - glaserat tegel                                 |              | Torgparken, mot Kungsgatan 63.16804, 17.26663                                                                 |                                   |
| Femöring                                                           | Torkel Dahlstedt                  | 1990-talets början        |                                                                 | Brunnslock - gjutjärn                                     |              | Storgatan 47-49 koordinater saknas                                                                            |                                   |
| Tupp                                                               | Wanja N Håkansson                 | 1992                      |                                                                 | Skulptur - brons                                          |              | Gågatan, utanför Hotell Appelberg koordinater saknas                                                          |                                   |
| Möte                                                               | Håkan Bull                        | 1996                      |                                                                 | Skulptur - brons                                          |              | Gågatan, nära Sollefteå bibliotek koordinater saknas                                                          |                                   |
| Gaia                                                               | Pye Engström                      | 2002                      |                                                                 | Skulptur - granit                                         |              | Orrtorget 63.16686, 17.27134                                                                                  |                                   |
| Dansande figurer                                                   | Elli Hemberg                      | 1977                      |                                                                 | Skulptur - corténplåt                                     |              | Vid Hullstabäcken, väster om parkeringen vid Hullsta Gård 63.16613, 17.27228                                  |                                   |
| Granfröet                                                          | Aston Forsberg                    | 1983                      |                                                                 | Skulptur - brons                                          |              | Hullsta Gård, Sollefteå 63.16613, 17.27468                                                                    |                                   |
| Arena                                                              | Jörgen Nilsson                    | 1997                      |                                                                 | Skulptur - brons och granit                               |              | Rondellen Storgatan/Dalvägen (nära Hullsta Gård nedanför viadukten) 63.1657, 17.27331                         |                                   |
| Skrov                                                              | Mats de Vahl                      | 1997                      |                                                                 | Skulptur - brons                                          |              | Sollefteå stadspark 63.16802, 17.2696                                                                         | Se fler bilder av detta konstverk |
| Nora                                                               | Torsten Fridh                     | förmodligen sent 1980-tal |                                                                 | Skulptur - brons                                          |              | Sollefteå stadspark koordinater saknas                                                                        |                                   |
| Till Emil Hagströms minne                                          | Jonas Larsson                     | 1982                      |                                                                 | Minnessten med relief - sten och brons                    |              | Sollefteå stadspark koordinater saknas                                                                        |                                   |
| Strömkarlen                                                        | Ruth Zackrisson Bechteler         | sent 1940-tal             |                                                                 | Skulptur - brons                                          |              | Sollefteå stadspark 63.16785, 17.27083                                                                        | Se fler bilder av detta konstverk |
| Vildhästen                                                         | David Wretling                    |                           |                                                                 | Skulptur - brons                                          |              | Intill spegeldammen vid Sollefteå stadspark koordinater saknas                                                |                                   |
| Änder                                                              | Fredrik Friesendahl               | 1932                      |                                                                 | Skulptur - brons                                          |              | Hullstabäcken vid kommunparkeringen koordinater saknas                                                        |                                   |
| Soljägaren                                                         | Håkan Bull                        | 1996                      |                                                                 | Skulptur - rostfritt stål                                 |              | Lekparken vid Stadsparken 63.16844, 17.27347                                                                  | Se fler bilder av detta konstverk |
| Ingrid Thulin                                                      | Okänd                             | 2008                      |                                                                 | Minnessten - sten                                         |              | Ingrid Thulins stig, nedanför Djupövägen 29 B (mittemot Hågestaön) koordinater saknas                         |                                   |
| Våga vinn                                                          | Åke Lagerborg                     | 1982                      |                                                                 | Skulptur - eloxiderad aluminium                           |              | Nipvallen koordinater saknas                                                                                  |                                   |
| Förolyckad personal vid Kungl. Västernorrlands Regemente 1939-1945 | Okänd                             |                           |                                                                 | Minnessten - granit                                       |              | Regementsparken vid f.d. I21, Hågestaområdet koordinater saknas                                               |                                   |
| Trärelief                                                          | Nils Kristoffersson               | förmodligen 1962-1964     |                                                                 | Fasadrelief - tall                                        |              | Sollefteå församlingsgård koordinater saknas                                                                  |                                   |
| Minnesmärke M/S Estonia                                            | Åke Melin                         | 1995                      |                                                                 | Minnesmärke - förgylld plåt                               |              | Minneslunden vid Sollefteå kyrkogård koordinater saknas                                                       |                                   |
| Anna, Hugo och Ingeborg Fahlén                                     | Halvar Frisendahl                 | 1917                      |                                                                 | Gravvård - granit                                         |              | Sollefteå kyrkogård, kvarter D koordinater saknas                                                             |                                   |
| Kungl. Västernorrlands Regementes Begrafningsplats                 | Okänd                             |                           |                                                                 | Gravvård - granit                                         |              | Sollefteå kyrkogård, kvarter D koordinater saknas                                                             |                                   |
| Kunglig. Norrlands Trängkår                                        | Okänd                             |                           |                                                                 | Gravvård - granit                                         |              | Sollefteå kyrkogård, kvarter D koordinater saknas                                                             |                                   |
| Laura Fitinghoff                                                   | Teodor Theander                   | sent 1910-tal             |                                                                 | Gravvård - granit                                         |              | Sollefteå kyrkogård, kvarter GK koordinater saknas                                                            |                                   |
| Hyllning till Ivar Lo-Johansson                                    | Atti Johansson                    | 1969-1971                 |                                                                 | Skulptur - armerad betong                                 |              | Gudlav Bilderskolan koordinater saknas                                                                        |                                   |
| Sollefteå läger 1898-1911                                          | V Granlund Per Lögdberg           | 1954                      |                                                                 | Minnessten - granit                                       |              | Riksväg 90, efter infarten till Sollefteå Ridskola koordinater saknas                                         |                                   |
| Int 4 1914-1927                                                    | Okänd                             |                           |                                                                 | Minnessten - sten                                         |              | Riksväg 90, efter infarten till Sollefteå Ridskola koordinater saknas                                         |                                   |
| Oscar 11 juli 1902                                                 | Okänd                             | 1902                      |                                                                 | Minnessten - sten                                         |              | Riksväg 90, efter infarten till Sollefteå Ridskola koordinater saknas                                         |                                   |
| Flickan                                                            | Astri Bergman-Taube               |                           |                                                                 | Skulptur - brons                                          |              | Sollefteå stadspark koordinater saknas                                                                        |                                   |
| Pelle Molin                                                        | Carl Frisendahl                   | 1929                      | minnessten av granit med en bronsbyst av Pelle Molin            | minnessten med byst - granit och brons                    | Näsåker      | Pelle Molins stuga 63.44534, 16.88389                                                                         | Fler bilder                       |
| Gullspira                                                          | Amalia Arfelt                     | 2017                      | en vit get rest på initiativ av Laura Fitinghoffsällskapet 2017 | minnesskulptur                                            |              | Sollefteå 63.16712, 17.27027                                                                                  |                                   |